# Reprezentacja Czechosłowacji w piłce nożnej kobiet
Reprezentacja Czechosłowacji w piłce nożnej kobiet (cz. Československá ženská fotbalová reprezentace, słow. Česko-slovenské národné futbalové družstvo žien) – drużyna, która funkcjonowała w czasie istnienia Czechosłowacji, w latach 1968–1993.
Reprezentacja została założona w 1968 roku, podczas Praskiej Wiosny, co czyni ją jedną z pionierskich drużyn narodowych w piłce nożnej kobiet.
Pierwsza gra czechosłowackiej reprezentacji kobiet odbyła się 23 lutego 1968 roku w Viareggio we Włoszech przeciwko debiutującemu również włoskiemu zespołowi i zakończyła się przegraną 1:2. W 1970 roku Czechosłowacja zarejestrowała się do pierwszej nieoficjalnej edycji mistrzostw świata, a swój debiut zaplanowano na 7 lipca w Bolonii przeciwko Danii. Jednak zespół nie otrzymał wizy na podróż do bloku zachodniego i musiał się wycofać. To samo wydarzyło się w następnym roku.
12 września 1992 reprezentacja zremisowała 2:2 z Włoszkami. Był to ostatni występ zespołu, ponieważ Czechosłowacja została rozwiązana pod koniec 1992 roku.
1 stycznia 1993 Czechy i Słowacja stały się samodzielnymi państwami. 

## Udział w międzynarodowych turniejach
| 1991 | Nie zakwalifikowała się | Nie zakwalifikowała się |

| 1984 | Nie brała udziału       | Nie brała udziału       |
| 1987 | Nie brała udziału       | Nie brała udziału       |
| 1989 | Nie zakwalifikowała się | Nie zakwalifikowała się |
| 1991 | Nie zakwalifikowała się | Nie zakwalifikowała się |
| 1993 | Nie zakwalifikowała się | Nie zakwalifikowała się |